# West

Het westen t.o.v. de andere windrichtingen op een kompas

West is een van de windstreken, naast noord, oost en zuid. West is tegenovergesteld aan oost; op de kompasroos met noord boven, ligt west links.
De schrijfwijze voor 'westen' als windrichting is met een kleine w, voor de aanduiding van een bepaald gedeelte van een land (West-Australië), een provincie (West-Vlaanderen) of een streek (West-Friesland) gebruikt men de hoofdletter W.

## Verwijzingen
- Het Westen verwijst vaak naar de westerse wereld. Binnen Nederland wordt deze benaming ook wel gebruikt als aanduiding voor de Randstad.
- Met de West werd in koloniale tijd West-Indië bedoeld.
- De Verenigde Staten kennen hun eigen westen, het Wilde Westen.
- West is ook de lokale naam voor West-Terschelling, een dorp op het Nederlandse Waddeneiland Terschelling.

Noord · Oost · Zuid · West